# Lijst van rijksmonumenten in Súdwest-Fryslân

De gemeente Súdwest-Fryslân

De gemeente Súdwest-Fryslân telt 747 inschrijvingen in het rijksmonumentenregister. 

## Abbega
De plaats Abbega (Abbegea) telt 4 inschrijvingen in het rijksmonumentenregister.
| Object                                  | Oorspronkelijke functie? | Bouwjaar                               | Architect | Locatie                                   | Coördinaten?                 | Nr.?   | Afbeelding        |
| --------------------------------------- | ------------------------ | -------------------------------------- | --------- | ----------------------------------------- | ---------------------------- | ------ | ----------------- |
| Hervormde kerk en toren (Gertrudiskerk) | Kerk en kerkonderdeel    | middeleeuwen (kern) 1809 (ommetseling) |           | Wartenterp 18                             | 53° 1' 7" NB, 5° 34' 15" OL  | 39761  | Meer afbeeldingen |
| Gemaal nr. 24                           | Gemaal                   | 1927                                   |           | aan de noordpunt van het Hissemeer        | 53° 0' 39" NB, 5° 34' 20" OL | 515162 | Gemaal nr. 24     |
| Bovenleiding                            | Nutsbedrijf              | 1927                                   |           | tussen transformatorhuis en gemaal        | 53° 0' 42" NB, 5° 34' 21" OL | 515163 | Bovenleiding      |
| Transformatorhuis                       | Nutsbedrijf              | 1927                                   |           | bij de driesprong Twiska-Hissedyk-Pikesyl | 53° 0' 48" NB, 5° 34' 23" OL | 515164 | Transformatorhuis |

## Allingawier
De plaats Allingawier telt 2 inschrijvingen in het rijksmonumentenregister.
| Object                  | Oorspronkelijke functie? | Bouwjaar          | Architect | Locatie      | Coördinaten?                 | Nr.?  | Afbeelding        |
| ----------------------- | ------------------------ | ----------------- | --------- | ------------ | ---------------------------- | ----- | ----------------- |
| De Izeren Ko            | Boerderij                | 18e eeuw          |           | Kerkbuurt 19 | 53° 2' 52" NB, 5° 26' 40" OL | 39319 | Meer afbeeldingen |
| Hervormde kerk en toren | Kerk en kerkonderdeel    | 1635 1783 (verb.) |           | Kerkbuurt 21 | 53° 2' 54" NB, 5° 26' 39" OL | 39320 | Meer afbeeldingen |

## Arum
De plaats Arum telt 8 inschrijvingen in het rijksmonumentenregister. Zie de Lijst van rijksmonumenten in Arum voor een overzicht.

## Blauwhuis
De plaats Blauwhuis (Blauhûs) telt 9 inschrijvingen in het rijksmonumentenregister. Zie Lijst van rijksmonumenten in Blauwhuis voor een overzicht.

## Bolsward
De stad Bolsward (Boalsert) telt 79 inschrijvingen in het rijksmonumentenregister. Zie Lijst van rijksmonumenten in Bolsward voor een overzicht.

## Bozum
De plaats Bozum telt 10 inschrijvingen in het rijksmonumentenregister. Zie Lijst van rijksmonumenten in Bozum voor een overzicht.

## Britswerd
De plaats Britswerd telt 2 inschrijvingen in het rijksmonumentenregister.
| Object                    | Oorspronkelijke functie?  | Bouwjaar | Architect                             | Locatie                        | Coördinaten?                 | Nr.?   | Afbeelding        |
| ------------------------- | ------------------------- | --- | ------------------------------------- | ------------------------------ | ---------------------------- | ------ | ----------------- |
| Sint-Joriskerk en kerkhof | Kerk en kerkonderdeel     | midden 12e eeuw 17e eeuw (vensters noordgevel) 18e eeuw (vensters zuidgevel) 1753 (poortje) 1883 (toren) 1974-'75 (rest.) | G.M. van Manen en J. Zwart (1974-'75) | Terp 2                         | 53° 6' 44" NB, 5° 40' 37" OL | 8483   | Meer afbeeldingen |
| Windmotor Britswerd       | Industrie- en poldermolen | ca. 1925 |                                       | aan de Oosterwierumer Oudvaart | 53° 6' 11" NB, 5° 40' 44" OL | 516365 | Meer afbeeldingen |

## Burgwerd
De plaats Burgwerd (Burchwert) telt 4 inschrijvingen in het rijksmonumentenregister.
| Object                       | Oorspronkelijke functie?  | Bouwjaar | Architect         | Locatie                    | Coördinaten?                  | Nr.?   | Afbeelding          |
| ---------------------------- | ------------------------- | --- | ----------------- | -------------------------- | ----------------------------- | ------ | ------------------- |
| Aylvapoldermolen             | Industrie- en poldermolen | oorspr. 1846 1999-2000 (herb. op huidige locatie)                                                               |                   | bij de Bolswardertrekvaart | 53° 18' 17" NB, 5° 46' 25" OL | 15626  | Meer afbeeldingen   |
| Johanneskerk. Hervormde kerk | Kerk en kerkonderdeel     | oorspr. mog. 13e eeuw verm. 1726 (ommetseling, vensters zuidzijde) 1816 (toren) 19e eeuw (steunberen zuidzijde) | C.B. Balck (1726) | Kerkhof 1                  | 53° 5' 11" NB, 5° 32' 48" OL  | 39327  | Meer afbeeldingen   |
| De Hiemerter Mole            | Industrie- en poldermolen | 1811 1975-'76 (rest)                                                                                            |                   | Hemert 6                   | 53° 6' 0" NB, 5° 31' 8" OL    | 39348  | Meer afbeeldingen   |
| Hervormde kerk, hek          | Erfscheiding              | |                   | bij Kerkhof 1              | 53° 5' 11" NB, 5° 32' 47" OL  | 516538 | Hervormde kerk, hek |

## Cornwerd
De plaats Cornwerd (Koarnwert) telt 2 inschrijvingen in het rijksmonumentenregister.
| Object                          | Oorspronkelijke functie?  | Bouwjaar                                                                                 | Architect                           | Locatie               | Coördinaten?                 | Nr.?   | Afbeelding        |
| ------------------------------- | ------------------------- | ---------------------------------------------------------------------------------------- | ----------------------------------- | --------------------- | ---------------------------- | ------ | ----------------- |
| Bonifatiuskerk (Hervormde kerk) | Kerk en kerkonderdeel     | vroege 13e eeuw 14e eeuw (verb.) 16e eeuw (verb.) 1898 (toren) 1916 (ommetseling, verb.) | L. Reitsma (1898) F. Raadsma (1916) | Dorpsweg 5            | 53° 4' 59" NB, 5° 23' 27" OL | 352026 | Meer afbeeldingen |
| Cornwerdermolen                 | Industrie- en poldermolen | 1907 1999 (rest.)                                                                        |                                     | bij Sotterumerdijk 19 | 53° 4' 46" NB, 5° 24' 6" OL  | 39329  | Meer afbeeldingen |

## Dedgum
De plaats Dedgum (Dedzjum) telt 2 inschrijvingen in het rijksmonumentenregister.
| Object                              | Oorspronkelijke functie? | Bouwjaar                                                                        | Architect                   | Locatie  | Coördinaten?                 | Nr.?   | Afbeelding        |
| ----------------------------------- | ------------------------ | ------------------------------------------------------------------------------- | --------------------------- | -------- | ---------------------------- | ------ | ----------------- |
| Hervormde kerk, inventaris          | Kerk en kerkonderdeel    | 1700-1725 (preekstoel) ca. 1700 (doopbekkenhouder) 1709 (orgelkas) 1893 (orgel) | L. van Dam en Zonen (orgel) | Buren 16 | 53° 1' 24" NB, 5° 29' 31" OL | 39330  | Meer afbeeldingen |
| Hervormde kerk met toren en hekwerk | Kerk en kerkonderdeel    | 1889                                                                            | J. van Reenen               | Buren 16 | 53° 1' 24" NB, 5° 29' 31" OL | 516529 | Meer afbeeldingen |

## Deersum
De plaats Deersum (Dearsum) telt 2 inschrijvingen in het rijksmonumentenregister.
| Object | Oorspronkelijke functie? | Bouwjaar                                                                                                   | Architect | Locatie    | Coördinaten?                 | Nr.?  | Afbeelding        |
| --- | ------------------------ | --- | --------- | ---------- | ---------------------------- | ----- | ----------------- |
| Landelijk pand met omlijste ingang, zesruitsvensters en geblokte kroonlijst onder laag schilddak dakkapel en hoekschoorstenen | Woonhuis                 | 1861 |           | Dearsum 68 | 53° 5' 13" NB, 5° 42' 55" OL | 32297 | Meer afbeeldingen |
| Nicolaaskerk. Hervormde kerk en toren                                                                                         | Kerk en kerkonderdeel    | ca. 1200 (kerk) 13e eeuw (toren) mog. 15e eeuw (noordgevel) 16e eeuw (vensters zuidgevel) 1948-'51 (rest.) |           | Dearsum 34 | 53° 5' 13" NB, 5° 42' 57" OL | 32301 | Meer afbeeldingen |

## Edens
De plaats Edens telt 6 inschrijvingen in het rijksmonumentenregister.
| Object | Oorspronkelijke functie?  | Bouwjaar                            | Architect | Locatie                    | Coördinaten?                 | Nr.?   | Afbeelding |
| --- | ------------------------- | ----------------------------------- | --------- | -------------------------- | ---------------------------- | ------ | --- |
| Kop-hals-rompboerderij met onderkelderd woonhuis onder zadeldak met twee topschoorstenen met borden en met beeldbepalende schuur onder zeer groot dak                 | Boerderij                 |                                     |           | Van Burmaniawei 8          | 53° 7' 23" NB, 5° 36' 45" OL | 21530  | Kop-hals-rompboerderij met onderkelderd woonhuis onder zadeldak met twee topschoorstenen met borden en met beeldbepalende schuur onder zeer groot dak                 |
| Hervormde kerk en kerkhof | Kerk en kerkonderdeel     | 13e eeuw vernieuwd in 1874 en 1852  |           | Van Burmaniawei 3          | 53° 7' 20" NB, 5° 36' 48" OL | 21531  | Meer afbeeldingen |
| Twee woningen naast de kerk onder breed schilddak met schoorstenen op de hoeken van de kap                                                                            | Kerkelijke dienstwoning   |                                     |           | Van Burmaniawei            | 53° 7' 19" NB, 5° 36' 49" OL | 21532  | Twee woningen naast de kerk onder breed schilddak met schoorstenen op de hoeken van de kap                                                                            |
| Kop-hals-rompboerderij met onderkelderd voorhuis, een trapje aan de topgevelzijde, zesruitsvensters en kleine lichtkozijnen in de top en twee schoorstenen met borden | Boerderij                 |                                     |           | Hegenserleane              | 53° 7' 25" NB, 5° 36' 22" OL | 21533  | Kop-hals-rompboerderij met onderkelderd voorhuis, een trapje aan de topgevelzijde, zesruitsvensters en kleine lichtkozijnen in de top en twee schoorstenen met borden |
| De Edensermolen | Industrie- en poldermolen | verm. 1847 1996-'97 (rest./herbouw) |           | bij Hegenserleane 3        | 53° 5' 13" NB, 5° 41' 52" OL | 21571  | Meer afbeeldingen |
| Windmotor Edens | Industrie- en poldermolen | ca. 1925                            |           | bij de Bolswardertrekvaart | 53° 7' 11" NB, 5° 36' 25" OL | 516367 | Meer afbeeldingen |

## Exmorra
De plaats Exmorra (Eksmoarre) telt 10 inschrijvingen in het rijksmonumentenregister. Zie de Lijst van rijksmonumenten in Exmorra voor een overzicht.

## Ferwoude
De plaats Ferwoude (Ferwâlde) telt 2 inschrijvingen in het rijksmonumentenregister.
| Object                               | Oorspronkelijke functie? | Bouwjaar                                                                    | Architect | Locatie | Coördinaten?                | Nr.?  | Afbeelding        |
| ------------------------------------ | ------------------------ | --------------------------------------------------------------------------- | --------- | ------- | --------------------------- | ----- | ----------------- |
| Kerk van Ferwoude, hervormde kerk    | Kerk en kerkonderdeel    | mog. middeleeuws 1767 (verb.) 1877 (bepleistering, mog. ook ingangsportaal) |           | Buren 2 | 53° 0' 22" NB, 5° 26' 0" OL | 39340 | Meer afbeeldingen |
| Boerderij annex timmermanswerkplaats | Boerderij                | 1849 1875 (voorgevel)                                                       |           | Buren 5 | 53° 0' 21" NB, 5° 26' 2" OL | 39341 | Meer afbeeldingen |

## Folsgare
De plaats Folsgare (Folsgeare) telt 3 inschrijvingen in het rijksmonumentenregister.
| Object                                      | Oorspronkelijke functie? | Bouwjaar                   | Architect | Locatie       | Coördinaten?                 | Nr.?  | Afbeelding        |
| ------------------------------------------- | ------------------------ | -------------------------- | --------- | ------------- | ---------------------------- | ----- | ----------------- |
| Laurentiuskerk. Hervormde kerk              | Kerk en kerkonderdeel    | 1875                       |           | Tsjaerddyk 53 | 53° 2' 15" NB, 5° 36' 18" OL | 39762 | Meer afbeeldingen |
| Hervormde kerk, toren - klokkestoel         | Kerk en kerkonderdeel    | mog. 13e eeuw 1963 (rest.) |           | Tsjaerddyk 53 | 53° 2' 15" NB, 5° 36' 17" OL | 39763 | Meer afbeeldingen |
| Kop-rompboerderij met onderkelderd voorhuis | Boerderij                | 19e eeuw                   |           | Tsjaerddyk 49 | 53° 2' 16" NB, 5° 36' 15" OL | 39764 | Meer afbeeldingen |

## Gaast
De plaats Gaast telt 2 inschrijvingen in het rijksmonumentenregister.
| Object                                                                 | Oorspronkelijke functie? | Bouwjaar | Architect     | Locatie   | Coördinaten?                 | Nr.?  | Afbeelding        |
| ---------------------------------------------------------------------- | ------------------------ | -------- | ------------- | --------- | ---------------------------- | ----- | ----------------- |
| Pand onder lang zadeldak tegen topgevel met twee smalle zoldervensters | Woonhuis                 |          |               | Buren 24  | 53° 0' 56" NB, 5° 24' 29" OL | 39342 | Meer afbeeldingen |
| Hervormde kerk, klok                                                   | Kerk en kerkonderdeel    | 1718     | J.A. de Grave | Zeedijk 9 | 53° 0' 56" NB, 5° 24' 28" OL | 39343 | Meer afbeeldingen |

## Gaastmeer
De plaats Gaastmeer (De Gaastmar) telt 3 inschrijvingen in het rijksmonumentenregister.
| Object                       | Oorspronkelijke functie? | Bouwjaar             | Architect            | Locatie                   | Coördinaten?                  | Nr.?  | Afbeelding        |
| ---------------------------- | ------------------------ | -------------------- | -------------------- | ------------------------- | ----------------------------- | ----- | ----------------- |
| Pieltsjerke (hervormde kerk) | Kerk en kerkonderdeel    | vroege 19e eeuw      |                      | Jan Jelles Hofstrjitte 14 | 52° 57' 46" NB, 5° 32' 43" OL | 39765 | Meer afbeeldingen |
| Attema Sate                  | Boerderij                | 1772 1869 (voorhuis) |                      | Yntemapolder 2            | 52° 57' 47" NB, 5° 32' 33" OL | 39766 | Meer afbeeldingen |
| Marsicht                     | Boerderij                | 1875                 | A. Breunissen Troost | Jan Jelles Hofstrjitte 1  | 52° 57' 49" NB, 5° 32' 36" OL | 47043 | Meer afbeeldingen |

## Gauw
De plaats Gauw (Gau) telt 1 inschrijving in het rijksmonumentenregister.
| Object         | Oorspronkelijke functie? | Bouwjaar                                              | Architect | Locatie              | Coördinaten?                 | Nr.?  | Afbeelding        |
| -------------- | ------------------------ | ----------------------------------------------------- | --------- | -------------------- | ---------------------------- | ----- | ----------------- |
| Hervormde kerk | Kerk en kerkonderdeel    | 13e eeuw (toren) middeleeuwen (kerk) 19e eeuw (verb.) |           | Boeijengastrjitte 43 | 53° 3' 31" NB, 5° 42' 50" OL | 39767 | Meer afbeeldingen |

## Goënga
De plaats Goënga (Goaiïngea) telt 4 inschrijvingen in het rijksmonumentenregister.
| Object                                               | Oorspronkelijke functie? | Bouwjaar                 | Architect | Locatie      | Coördinaten?                 | Nr.?  | Afbeelding                                           |
| ---------------------------------------------------- | ------------------------ | ------------------------ | --------- | ------------ | ---------------------------- | ----- | ---------------------------------------------------- |
| Kerk van Goënga (Hervormde kerk) op kerkhof          | Kerk en kerkonderdeel    | 1758 (kerk) 1787 (toren) |           | Hege Wier 28 | 53° 3' 16" NB, 5° 41' 34" OL | 39768 | Meer afbeeldingen                                    |
| Eenvoudige woning met dakkapel en aangebouwde schuur | Werk-woonhuis            | 1836                     |           | Hege Wier 10 | 53° 3' 12" NB, 5° 41' 31" OL | 39769 | Eenvoudige woning met dakkapel en aangebouwde schuur |
| Woonhuis van voorm. boerderij met topgevel           | Boerderij                |                          |           | Hege Wier 23 | 53° 3' 18" NB, 5° 41' 34" OL | 39770 | Woonhuis van voorm. boerderij met topgevel           |
| Op 'e Wier                                           | Boerderij                | verm. 17e eeuw           |           |              | 52° 57' 1" NB, 5° 37' 21" OL | 39771 | Upload foto                                          |

## Greonterp
De plaats Greonterp telt 2 inschrijvingen in het rijksmonumentenregister.
| Object                                                                            | Oorspronkelijke functie? | Bouwjaar | Architect | Locatie      | Coördinaten?                | Nr.?  | Afbeelding                                                                        |
| --------------------------------------------------------------------------------- | ------------------------ | -------- | --------- | ------------ | --------------------------- | ----- | --------------------------------------------------------------------------------- |
| Klokhuis                                                                          | Kerk en kerkonderdeel    | 1822     |           | Doarpswei 10 | 53° 0' 56" NB, 5° 31' 8" OL | 39344 | Meer afbeeldingen                                                                 |
| Pand onder zadeldak tegen topgevel van gele steen met rode bogen en kantsteentjes | Woonhuis                 |          |           | Doarpswei 12 | 53° 0' 55" NB, 5° 31' 8" OL | 39345 | Pand onder zadeldak tegen topgevel van gele steen met rode bogen en kantsteentjes |

## Hartwerd
De plaats Hartwerd (Hartwert) telt 3 inschrijvingen in het rijksmonumentenregister.
| Object                       | Oorspronkelijke functie?  | Bouwjaar                     | Architect | Locatie            | Coördinaten?                 | Nr.?   | Afbeelding        |
| ---------------------------- | ------------------------- | ---------------------------- | --------- | ------------------ | ---------------------------- | ------ | ----------------- |
| Klokhuis                     | Vanwege onderdelen kerk   | vroege 19e eeuw 1985 (rest.) |           | Kloosterweg 2      | 53° 4' 7" NB, 5° 34' 6" OL   | 39346  | Meer afbeeldingen |
| Oegekloostermolen            | Industrie- en poldermolen | 1830 of eerder 1986 (rest.)  |           | bij Kloosterweg 15 | 53° 3' 60" NB, 5° 33' 35" OL | 39347  | Meer afbeeldingen |
| Windmotor Polder Monnikehuis | Industrie- en poldermolen | ca. 1925                     |           | bij Oldeclooster 4 | 53° 4' 36" NB, 5° 34' 56" OL | 516533 | Meer afbeeldingen |

## Heeg
De plaats Heeg (Heech) telt 15 inschrijvingen in het rijksmonumentenregister. Zie Lijst van rijksmonumenten in Heeg voor een overzicht.

## Hennaard
De plaats Hennaard telt 2 inschrijvingen in het rijksmonumentenregister.
| Object | Oorspronkelijke functie?  | Bouwjaar                                | Architect | Locatie           | Coördinaten?                 | Nr.?  | Afbeelding |
| --- | ------------------------- | --------------------------------------- | --------- | ----------------- | ---------------------------- | ----- | --- |
| Eenvoudig huis aan de voet van het kerkhof onder zadeldak tussen topgevels met beitelingen en topschoorstenen (voorm. kosterij en school) | Woonhuis                  | 18e eeuw                                |           | Sassingawei       | 53° 6' 56" NB, 5° 37' 47" OL | 21534 | Eenvoudig huis aan de voet van het kerkhof onder zadeldak tussen topgevels met beitelingen en topschoorstenen (voorm. kosterij en school) |
| Door bomen omringd kerkhof met gesloten klokhuis                                                                                          | Begraafplaats en -onderdl | vroege 19e eeuw (klokhuis) 1993 (rest.) |           | bij Sassingawei 1 | 53° 6' 56" NB, 5° 37' 46" OL | 21535 | Meer afbeeldingen |

## It Heidenskip
De plaats It Heidenskip telt 5 inschrijvingen in het rijksmonumentenregister.
| Object                | Oorspronkelijke functie?  | Bouwjaar                    | Architect            | Locatie                  | Coördinaten?                  | Nr.?   | Afbeelding        |
| --------------------- | ------------------------- | --------------------------- | -------------------- | ------------------------ | ----------------------------- | ------ | ----------------- |
| De Snip               | Industrie- en poldermolen | verm. 19e eeuw 1975 (rest.) |                      | Heidenskipsterdyk 1      | 52° 58' 21" NB, 5° 27' 54" OL | 39518  | Meer afbeeldingen |
| Tjasker It Heidenskip | Industrie- en poldermolen | 1915                        |                      | bij Heidenskipsterdyk 31 | 52° 57' 34" NB, 5° 29' 45" OL | 39519  | Meer afbeeldingen |
| De Skarmolen          | Industrie- en poldermolen | 1926                        |                      | bij Skar 3               | 52° 55' 44" NB, 5° 29' 20" OL | 506210 | Meer afbeeldingen |
| St. Ursula            | Boerderij                 | 1884                        | Kl. Wielinga         | Ursuladyk 3              | 52° 57' 30" NB, 5° 28' 40" OL | 513621 | St. Ursula        |
| St. Ursula, zomerhuis | Boerderij                 | 1884                        | Kl. Wielinga (verm.) | bij Ursuladyk 3          | 52° 57' 30" NB, 5° 28' 40" OL | 513622 | Upload foto       |

## Hemelum
De plaats Hemelum (Himmelum) telt 1 inschrijving in het rijksmonumentenregister.
| Object       | Oorspronkelijke functie? | Bouwjaar                        | Architect | Locatie      | Coördinaten?                  | Nr.?  | Afbeelding        |
| ------------ | ------------------------ | ------------------------------- | --------- | ------------ | ----------------------------- | ----- | ----------------- |
| Nicolaaskerk | Kerk en kerkonderdeel    | 1668 1816 (verb.) 1896 (renov.) |           | De Klaster 2 | 52° 52' 49" NB, 5° 27' 21" OL | 21482 | Meer afbeeldingen |

## Hichtum
De plaats Hichtum telt 2 inschrijvingen in het rijksmonumentenregister.
| Object                           | Oorspronkelijke functie? | Bouwjaar                                                                  | Architect      | Locatie             | Coördinaten?                 | Nr.?  | Afbeelding        |
| -------------------------------- | ------------------------ | ------------------------------------------------------------------------- | -------------- | ------------------- | ---------------------------- | ----- | ----------------- |
| Kerk van Hichtum. Hervormde kerk | Kerk en kerkonderdeel    | begin 13e eeuw (toren iets jonger) 16e/17e (ged. omklamping) 1882 (rest.) |                | Schwartzenbergweg 5 | 53° 4' 54" NB, 5° 31' 29" OL | 39349 | Meer afbeeldingen |
| Hervormde kerk, orgel            | Kerk en kerkonderdeel    | 1735 1847 (rest.)                                                         | A. van Gruisen | Schwartzenbergweg 5 | 53° 4' 54" NB, 5° 31' 29" OL | 39350 | Meer afbeeldingen |

## Hidaard
De plaats Hidaard telt 1 inschrijving in het rijksmonumentenregister, de Rispenserpoldermolen wordt ook wel bij Hidaard geplaatst maar valt onder Oosterend.
| Object | Oorspronkelijke functie? | Bouwjaar | Architect | Locatie   | Coördinaten?                | Nr.?  | Afbeelding        |
| --- | ------------------------ | -------- | --------- | --------- | --------------------------- | ----- | ----------------- |
| Boerderij van het kop- hals-romptype met onderkelderd voorhuis onder zadeldak tussen rijzige topgevel met ankers en vlechtingen | Boerderij                | 1820     |           | Buorren 4 | 53° 4' 50" NB, 5° 36' 9" OL | 21536 | Meer afbeeldingen |

## Hieslum
De plaats Hieslum telt 1 inschrijving in het rijksmonumentenregister.
| Object                                 | Oorspronkelijke functie? | Bouwjaar                              | Architect            | Locatie       | Coördinaten?                 | Nr.?  | Afbeelding        |
| -------------------------------------- | ------------------------ | ------------------------------------- | -------------------- | ------------- | ---------------------------- | ----- | ----------------- |
| Kerk van Hieslum. Kerk, preekstoelkuip | Kerk en kerkonderdeel    | 17e eeuw (preekstoelkuip) 1874 (kerk) | T.D. de Vries (1874) | Sierdsmaweg 6 | 53° 0' 31" NB, 5° 29' 19" OL | 39351 | Meer afbeeldingen |

## Hindeloopen
De stad Hindeloopen (Hylpen) telt 33 inschrijvingen in het rijksmonumentenregister. Zie Lijst van rijksmonumenten in Hindeloopen voor een overzicht.

## Hommerts
De plaats Hommerts (De Hommerts) telt 1 inschrijving in het rijksmonumentenregister.
| Object                                 | Oorspronkelijke functie? | Bouwjaar | Architect  | Locatie    | Coördinaten?                | Nr.?  | Afbeelding        |
| -------------------------------------- | ------------------------ | -------- | ---------- | ---------- | --------------------------- | ----- | ----------------- |
| Johannes de Doperkerk (Hervormde kerk) | Kerk en kerkonderdeel    | 1876     | P. de Jong | Jeltewei 3 | 52° 59' 1" NB, 5° 39' 2" OL | 39787 | Meer afbeeldingen |

## Idsegahuizum
De plaats Idsegahuizum (Skuzum) telt 1 inschrijving in het rijksmonumentenregister.
| Object                                        | Oorspronkelijke functie? | Bouwjaar     | Architect          | Locatie       | Coördinaten?                | Nr.?  | Afbeelding        |
| --------------------------------------------- | ------------------------ | ------------ | ------------------ | ------------- | --------------------------- | ----- | ----------------- |
| Kerk van Idsegahuizum (hervormde kerk), orgel | Vanwege onderdelen kerk  | 1908 (orgel) | Bakker en Timmenga | Boppesteech 1 | 53° 2' 36" NB, 5° 25' 5" OL | 39352 | Meer afbeeldingen |

## Idzega
De plaats Idzega (Idzegea) telt 1 inschrijving in het rijksmonumentenregister.
| Object                               | Oorspronkelijke functie?  | Bouwjaar                    | Architect | Locatie      | Coördinaten?                  | Nr.?  | Afbeelding        |
| ------------------------------------ | ------------------------- | --------------------------- | --------- | ------------ | ----------------------------- | ----- | ----------------- |
| Klokkenstoel op kerkhof (It Klokhûs) | Begraafplaats en -onderdl | oorspr. 1826 1949 (herbouw) |           | Klokhûsdyk 6 | 52° 58' 39" NB, 5° 33' 29" OL | 39789 | Meer afbeeldingen |

## IJsbrechtum
De plaats IJsbrechtum (Ysbrechtum) telt 11 inschrijvingen in het rijksmonumentenregister. Zie de Lijst van rijksmonumenten in IJsbrechtum voor een overzicht.

## IJlst
De stad IJlst (Drylts) telt 43 inschrijvingen in het rijksmonumentenregister. Zie Lijst van rijksmonumenten in IJlst voor een overzicht.

## Indijk
De plaats Indijk (Yndyk) telt 1 inschrijving in het rijksmonumentenregister.
| Object                                     | Oorspronkelijke functie?  | Bouwjaar                                         | Architect | Locatie      | Coördinaten?                  | Nr.?  | Afbeelding        |
| ------------------------------------------ | ------------------------- | ------------------------------------------------ | --------- | ------------ | ----------------------------- | ----- | ----------------- |
| Klokkenstoel met zeer oude klok op kerkhof | Begraafplaats en -onderdl | mog. 13e eeuw (klok) 1978 (klokkenstoel) (herb.) |           | aan de Yndyk | 52° 56' 51" NB, 5° 36' 16" OL | 39790 | Meer afbeeldingen |

## Itens
De plaats Itens telt 3 inschrijvingen in het rijksmonumentenregister.
| Object                         | Oorspronkelijke functie?  | Bouwjaar              | Architect | Locatie                      | Coördinaten?                 | Nr.?   | Afbeelding        |
| ------------------------------ | ------------------------- | --------------------- | --------- | ---------------------------- | ---------------------------- | ------ | ----------------- |
| Martinikerk op omheind kerkhof | Kerk en kerkonderdeel     | 1804-'06 1842 (toren) |           | Tsjerkebuorren 1             | 53° 6' 4" NB, 5° 38' 32" OL  | 21538  | Meer afbeeldingen |
| Windmotor Pieter Gerritspolder | Industrie- en poldermolen | kort na 1930          |           | buiten het dorp aan de Iewei | 53° 6' 17" NB, 5° 38' 35" OL | 516362 | Meer afbeeldingen |
| Windmotor Polder Bruinsma      | Industrie- en poldermolen | 1930-1935             |           | It Sân bij 3                 | 53° 6' 22" NB, 5° 39' 0" OL  | 516369 | Meer afbeeldingen |

## Kimswerd
De plaats Kimswerd (Kimswert) telt 8 inschrijvingen in het rijksmonumentenregister. Zie de Lijst van rijksmonumenten in Kimswerd voor een overzicht.

## Kornwerderzand
De plaats Kornwerderzand (Koarnwertersân) telt 26 inschrijvingen in het rijksmonumentenregister. Zie de Lijst van rijksmonumenten in Kornwerderzand voor een overzicht.

## Koudum
De plaats Koudum telt 4 inschrijvingen in het rijksmonumentenregister.
| Object                                                                                | Oorspronkelijke functie?  | Bouwjaar                                     | Architect | Locatie           | Coördinaten?                  | Nr.?  | Afbeelding                                                                            |
| ------------------------------------------------------------------------------------- | ------------------------- | -------------------------------------------- | --------- | ----------------- | ----------------------------- | ----- | ------------------------------------------------------------------------------------- |
| Martinikerk (hervormde kerk)                                                          | Kerk en kerkonderdeel     | 1857                                         |           | Smidsweg 2        | 52° 54' 51" NB, 5° 26' 54" OL | 21479 | Meer afbeeldingen                                                                     |
| Pand onder hoog zadeldak tussen topgevels met vlechtingen in de top                   | Woonhuis                  | 1778                                         |           | Smidsweg 8        | 52° 54' 50" NB, 5° 26' 54" OL | 21480 | Upload foto                                                                           |
| Kop-rompboerderij met onderkelderd voorhuis met zesruitsvensters en twee schoorstenen | Boerderij                 | 1800-1850                                    |           | Ooste 61          | 52° 55' 23" NB, 5° 27' 21" OL | 21481 | Kop-rompboerderij met onderkelderd voorhuis met zesruitsvensters en twee schoorstenen |
| De Vlijt                                                                              | Industrie- en poldermolen | 18e eeuw 1986 (plaatsing op huidige locatie) |           | bij Molenbuurt 14 | 52° 54' 44" NB, 5° 26' 32" OL | 34081 | Meer afbeeldingen                                                                     |

## Koufurderrige
De plaats Koufurderrige telt 2 inschrijvingen in het rijksmonumentenregister.
| Object                                             | Oorspronkelijke functie? | Bouwjaar | Architect | Locatie             | Coördinaten?                  | Nr.?   | Afbeelding                                         |
| -------------------------------------------------- | ------------------------ | -------- | --------- | ------------------- | ----------------------------- | ------ | -------------------------------------------------- |
| Stelpboerderij in traditioneel-ambachtelijke stijl | Boerderij                | 1875     |           | Koufurderige 39     | 52° 56' 56" NB, 5° 39' 16" OL | 515632 | Stelpboerderij in traditioneel-ambachtelijke stijl |
| Stelpboerderij, schuur                             | Boerderij                | 1875     |           | bij Koufurderige 39 | 52° 56' 57" NB, 5° 39' 16" OL | 515633 | Upload foto                                        |

## Kubaard
De plaats Kubaard telt 5 inschrijvingen in het rijksmonumentenregister.
| Object | Oorspronkelijke functie? | Bouwjaar                                                    | Architect      | Locatie           | Coördinaten?                 | Nr.?   | Afbeelding |
| --- | ------------------------ | ----------------------------------------------------------- | -------------- | ----------------- | ---------------------------- | ------ | --- |
| Grenspaal | Grensafbakening          | 1707                                                        |                | bij Slachte 6     | 53° 5' 13" NB, 5° 41' 52" OL | 21529  | Grenspaal |
| Stelphoeve met melkkelder rechts aan de voorgevel, kenbaar door drie vensters met luiken                                                                                         | Boerderij                | 1918 1928 (herstel na brand)                                | G. van der Zee | Berkwerterleane 4 | 53° 7' 41" NB, 5° 35' 32" OL | 21539  | Meer afbeeldingen |
| Boerderij met groot schuurdak en dwars voorhuis met omlijste ingang en geblokte kroonlijst onder schilddak met tweedelige dakkapel en twee hoekschoorstenen met versierde borden | Boerderij                | ca. 1850                                                    |                | Berkwerterleane 2 | 53° 7' 50" NB, 5° 35' 22" OL | 21540  | Boerderij met groot schuurdak en dwars voorhuis met omlijste ingang en geblokte kroonlijst onder schilddak met tweedelige dakkapel en twee hoekschoorstenen met versierde borden |
| Hervormde kerk | Kerk en kerkonderdeel    | oorspr. 15e eeuw waarsch. 1857 (bepleistering) 1885 (toren) |                | Tsjerkebuorren 3  | 53° 7' 11" NB, 5° 34' 17" OL | 21541  | Meer afbeeldingen |
| Stelpboerderij in ambachtelijk-traditionele bouwstijl met art-nouveau-invloeden                                                                                                  | Boerderij                | 1918                                                        |                | Slachte 2         | 53° 6' 32" NB, 5° 33' 19" OL | 516354 | Stelpboerderij in ambachtelijk-traditionele bouwstijl met art-nouveau-invloeden                                                                                                  |

## Loënga
De plaats Loënga (Loaiïngea) telt 1 inschrijving in het rijksmonumentenregister.
| Object                                | Oorspronkelijke functie?  | Bouwjaar         | Architect | Locatie                | Coördinaten?                 | Nr.?  | Afbeelding        |
| ------------------------------------- | ------------------------- | ---------------- | --------- | ---------------------- | ---------------------------- | ----- | ----------------- |
| Kerkhof met klokkenstoel met zadeldak | Begraafplaats en -onderdl | 1893 (vernieuwd) |           | Ds. S. Huysmansleane 4 | 53° 2' 53" NB, 5° 40' 59" OL | 39791 | Meer afbeeldingen |

## Lollum
De plaats Lollum telt 2 inschrijvingen in het rijksmonumentenregister.
| Object         | Oorspronkelijke functie?  | Bouwjaar                                                         | Architect   | Locatie         | Coördinaten?                 | Nr.?  | Afbeelding        |
| -------------- | ------------------------- | ---------------------------------------------------------------- | ----------- | --------------- | ---------------------------- | ----- | ----------------- |
| Hervormde kerk | Kerk en kerkonderdeel     | 13e eeuw 1883 (toren, westgevel) 19e eeuw (bepleistering, verb.) |             | Kerkstraat 1    | 53° 7' 33" NB, 5° 31' 51" OL | 39363 | Meer afbeeldingen |
| Meerswal       | Industrie- en poldermolen | 1903 1978 (rest.) 1994 (rest.)                                   | I.H. Westra | Berghuizerweg 1 | 53° 8' 9" NB, 5° 31' 30" OL  | 39364 | Meer afbeeldingen |

## Longerhouw
De plaats Longerhouw (Longerhou) telt 1 inschrijving in het rijksmonumentenregister.
| Object                               | Oorspronkelijke functie? | Bouwjaar                            | Architect | Locatie | Coördinaten?                | Nr.?  | Afbeelding        |
| ------------------------------------ | ------------------------ | ----------------------------------- | --------- | ------- | --------------------------- | ----- | ----------------- |
| Kerk van Longerhouw (Hervormde kerk) | Kerk en kerkonderdeel    | 1250-1300 (toren) 1757 (herb. kerk) |           | Buren 2 | 53° 4' 8" NB, 5° 28' 42" OL | 39362 | Meer afbeeldingen |

## Lutkewierum
De plaats Lutkewierum telt 3 inschrijvingen in het rijksmonumentenregister.
| Object | Oorspronkelijke functie?  | Bouwjaar                                                                            | Architect                          | Locatie   | Coördinaten?                 | Nr.?   | Afbeelding        |
| --- | ------------------------- | ----------------------------------------------------------------------------------- | ---------------------------------- | --------- | ---------------------------- | ------ | ----------------- |
| Gertrudiskerk (Herv.Kerk) en toren op kerkhof | Kerk en kerkonderdeel     | mog. 15e eeuw (toren) 1557 (kerk) 1722 (beklamping toren) 1928 (rest.) 1982 (rest.) | G. Veenstra (1928) F. Kroes (1982) | Buorren 3 | 53° 5' 19" NB, 5° 39' 46" OL | 21542  | Meer afbeeldingen |
| Kop-hals-rompboerderij tussen topgevels onder zadeldak met schoorstenen met versierde borden, met onderkelderd voorhuis, zesruitsvensters en kroonlijsten langs de zijgevels | Boerderij                 | midden 19e eeuw                                                                     |                                    | Molmawei  | 53° 5' 22" NB, 5° 40' 10" OL | 21543  | Meer afbeeldingen |
| Greate Wierum | Industrie- en poldermolen | 1921                                                                                |                                    | Nylânsdyk | 53° 4' 45" NB, 5° 39' 49" OL | 516360 | Meer afbeeldingen |

## Makkum
De plaats Makkum telt 55 inschrijvingen in het rijksmonumentenregister. Zie de Lijst van rijksmonumenten in Makkum voor een overzicht.

## Molkwerum
De plaats Molkwerum (Molkwar) telt 4 inschrijvingen in het rijksmonumentenregister.
| Object              | Oorspronkelijke functie?  | Bouwjaar                 | Architect | Locatie                                     | Coördinaten?                  | Nr.?   | Afbeelding        |
| ------------------- | ------------------------- | ------------------------ | --------- | ------------------------------------------- | ----------------------------- | ------ | ----------------- |
| Voorm. dorpshuis    | Vergadering en vereniging | 1697                     |           | Hellingstrjitte 8                           | 52° 54' 3" NB, 5° 23' 56" OL  | 21483  | Meer afbeeldingen |
| Lebuïnuskerk, toren | Kerk en kerkonderdeel     | 1799 (toren) 1850 (kerk) |           | Tsjerkestrjitte 14                          | 52° 54' 0" NB, 5° 23' 55" OL  | 21484  | Meer afbeeldingen |
| Windmotor Molkwerum | Industrie- en poldermolen | 1925 1995 (rest.)        |           | Bij het Jan Broerskanaal aan de Stationswei | 52° 54' 10" NB, 5° 26' 14" OL | 386776 | Meer afbeeldingen |
| Visserswoning       | Woonhuis                  | 1716                     |           | Lútzenpôlle 5                               | 52° 54' 0" NB, 5° 23' 59" OL  | 527248 | Meer afbeeldingen |

## Nijhuizum
De plaats Nijhuizum (Nijhuzum) telt 1 inschrijving in het rijksmonumentenregister.
| Object             | Oorspronkelijke functie?  | Bouwjaar              | Architect | Locatie          | Coördinaten?                  | Nr.?   | Afbeelding        |
| ------------------ | ------------------------- | --------------------- | --------- | ---------------- | ----------------------------- | ------ | ----------------- |
| Monnikenburenmolen | Industrie- en poldermolen | onbekend 2008 (rest.) |           | bij Nijhuizum 17 | 52° 59' 11" NB, 5° 29' 22" OL | 527646 | Meer afbeeldingen |

## Nijland
De plaats Nijland (Nijlân) telt 11 inschrijvingen in het rijksmonumentenregister. Zie Lijst van rijksmonumenten in Nijland voor een overzicht.

## Offingawier
De plaats Offingawier (Offenwier) telt 1 inschrijvingen in het rijksmonumentenregister.
| Object                                   | Oorspronkelijke functie? | Bouwjaar              | Architect                        | Locatie      | Coördinaten?                 | Nr.?  | Afbeelding        |
| ---------------------------------------- | ------------------------ | --------------------- | -------------------------------- | ------------ | ---------------------------- | ----- | ----------------- |
| Kerk van Offingawier. Kerktoren, kerkhof | Vanwege onderdelen kerk  | 14e eeuw 1882 (verb.) | mog. A. Breunissen Troost (1882) | Fiifgeawei 6 | 53° 1' 53" NB, 5° 41' 41" OL | 39803 | Meer afbeeldingen |

## Oosterend
De plaats Oosterend telt 11 inschrijvingen in het rijksmonumentenregister. Zie Lijst van rijksmonumenten in Oosterend (Súdwest-Fryslân) voor een overzicht.

## Oosterwierum
De plaats Oosterwierum (Easterwierrum) telt 4 inschrijvingen in het rijksmonumentenregister.
| Object                                           | Oorspronkelijke functie? | Bouwjaar                                              | Architect | Locatie              | Coördinaten?                 | Nr.? | Afbeelding        |
| ------------------------------------------------ | ------------------------ | ----------------------------------------------------- | --------- | -------------------- | ---------------------------- | ---- | ----------------- |
| Groot Walcama                                    | Boerderij                | 1873                                                  |           | Tsjerkebuorren 1     | 53° 6' 53" NB, 5° 44' 10" OL | 8508 | Meer afbeeldingen |
| Kop-hals-rompboerderij met onderkelderd voorhuis | Boerderij                | 1819                                                  |           | Tsjerkebuorren       | 53° 7' 1" NB, 5° 43' 56" OL  | 8510 | Upload foto       |
| Kerktoren van Oosterwierum Kerkhof en toren      | Kerk en kerkonderdeel    | 13e/14e eeuw 1589 (herstel) 1776 (verb.) 1950 (rest.) |           | Tsjerkebuorren 7     | 53° 6' 58" NB, 5° 43' 52" OL | 8511 | Meer afbeeldingen |
| Kerkhof, muur met hekwerk                        | Erfscheiding             | late 19e eeuw                                         |           | bij Tsjerkebuorren 7 | 53° 6' 58" NB, 5° 43' 53" OL | 8512 | Meer afbeeldingen |

## Oosthem
De plaats Oosthem (Easthim) telt 4 inschrijvingen in het rijksmonumentenregister.
| Object                        | Oorspronkelijke functie? | Bouwjaar                                                    | Architect                               | Locatie      | Coördinaten?                 | Nr.?   | Afbeelding                |
| ----------------------------- | ------------------------ | ----------------------------------------------------------- | --------------------------------------- | ------------ | ---------------------------- | ------ | ------------------------- |
| Johanneskerk (Hervormde kerk) | Kerk en kerkonderdeel    | 1860                                                        | A. Breunissen Troost                    | De Cingel 1  | 53° 0' 60" NB, 5° 36' 3" OL  | 39804  | Meer afbeeldingen         |
| Hervormde kerk, toren         | Kerk en kerkonderdeel    | 1915 (torenuurwerk)                                         | A. Breunissen Troost                    | De Cingel 1  | 53° 1' 0" NB, 5° 36' 5" OL   | 39805  | Meer afbeeldingen         |
| Gereformeerde kerk, orgel     | Vanwege onderdelen kerk  | 1840 (orgel) 1897 (kerk) 1900 (plaatsing orgel)             | L. van Dam en Zonen (orgel)             | Nessenwei 28 | 53° 0' 60" NB, 5° 35' 57" OL | 39806  | Gereformeerde kerk, orgel |
| Hervormde kerk, pastorie      | Kerkelijke dienstwoning  | 1866 1908 (serre) 1915 (verb. keuken) 1919 (vervanging dak) | H.J. Jaarsma (1866) G. Stapenséa (1919) | De Cingel 3  | 53° 0' 60" NB, 5° 36' 5" OL  | 515181 | Hervormde kerk, pastorie  |

## Oppenhuizen
De plaats Oppenhuizen (Toppenhuzen) telt 4 inschrijvingen in het rijksmonumentenregister.
| Object                                          | Oorspronkelijke functie?  | Bouwjaar                                                | Architect            | Locatie                                  | Coördinaten?                 | Nr.?   | Afbeelding        |
| ----------------------------------------------- | ------------------------- | ------------------------------------------------------- | -------------------- | ---------------------------------------- | ---------------------------- | ------ | ----------------- |
| Johanneskerk Hervormde kerk en toren op kerkhof | Kerk en kerkonderdeel     | 1695 (kerk) 1834 (hersteld) 1817 (toren) 1914 (portaal) |                      | Tsjerkebuorren 1                         | 53° 0' 45" NB, 5° 41' 49" OL | 39808  | Meer afbeeldingen |
| Geeuwpoldermolen (Geau's Mole)                  | Industrie- en poldermolen | 1832 1954 (rest.) 1965 (rest.) 1987 (rest./herb.)       |                      | aan de Modderige Geeuw in de Geeuwpolder | 53° 0' 46" NB, 5° 43' 26" OL | 39810  | Meer afbeeldingen |
| Hervormde kerk, voorm. pastorie                 | Dienstwoning              | 1866 1882 (uitbr.) ca. 1900 (verb.)                     | A. Breunissen Troost | Tsjerkebuorren 43                        | 53° 0' 40" NB, 5° 41' 52" OL | 515178 | Meer afbeeldingen |
| GeaSicht                                        | Woonhuis                  | 1874                                                    |                      | Sjaerdawei 44                            | 53° 0' 23" NB, 5° 42' 2" OL  | 515179 | Meer afbeeldingen |

## Oudega
De plaats Oudega (Aldegea) telt 2 inschrijvingen in het rijksmonumentenregister.
| Object                        | Oorspronkelijke functie?  | Bouwjaar                                                   | Architect  | Locatie                           | Coördinaten?                  | Nr.?   | Afbeelding        |
| ----------------------------- | ------------------------- | ---------------------------------------------------------- | ---------- | --------------------------------- | ----------------------------- | ------ | ----------------- |
| Ankertsjerke (Hervormde kerk) | Kerk en kerkonderdeel     | 1755 (fundering ouder) 1870 (toren, uitbr.)                | J. Eeltjes | Pastorijstrjitte 23               | 52° 59' 33" NB, 5° 32' 59" OL | 39811  | Meer afbeeldingen |
| Doris Mooltsje                | Industrie- en poldermolen | 1791 of eerder (ondertoren) 1995-'98 (rest.) 2001 (herst.) |            | aan het einde van het Brekkenpaad | 52° 59' 53" NB, 5° 32' 12" OL | 527647 | Meer afbeeldingen |

## Parrega
De plaats Parrega (Parregea) telt 4 inschrijvingen in het rijksmonumentenregister.
| Object                                                         | Oorspronkelijke functie? | Bouwjaar | Architect | Locatie         | Coördinaten?                | Nr.?   | Afbeelding                                            |
| -------------------------------------------------------------- | ------------------------ | --- | --------- | --------------- | --------------------------- | ------ | ----------------------------------------------------- |
| Sint-Johannes de Doperkerk, hervormde kerk op omgracht kerkhof | Kerk en kerkonderdeel    | waarsch. 13e eeuw 16e eeuw (kap schip, mog. vernieuwing bovenbouw toren) mog. 17e eeuw (vernieuwing koor, ommetseling noordgevel) |           | Kerkbuurt 3     | 53° 1' 7" NB, 5° 28' 39" OL | 39421  | Meer afbeeldingen                                     |
| De Harmonie                                                    | Horeca                   | 1800-1850 |           | Trekweg 58      | 53° 1' 4" NB, 5° 28' 40" OL | 39422  | Meer afbeeldingen                                     |
| Hek naar kerkhof bij de Sint-Johannes de Doperkerk             | Erfscheiding             | ca. 1880 |           | bij Kerkbuurt 3 | 53° 1' 7" NB, 5° 28' 39" OL | 516530 | Meer afbeeldingen                                     |
| Groep van twaalf "boenstappen" aan de Bolswardervaart          | Boerderij                | ca. 1920 |           | bij Trekweg 58  | 53° 1' 4" NB, 5° 28' 40" OL | 516531 | Groep van twaalf "boenstappen" aan de Bolswardervaart |

## Piaam
De plaats Piaam telt 3 inschrijvingen in het rijksmonumentenregister.
| Object                                                                                     | Oorspronkelijke functie? | Bouwjaar                                                        | Architect | Locatie  | Coördinaten?                 | Nr.?  | Afbeelding        |
| ------------------------------------------------------------------------------------------ | ------------------------ | --------------------------------------------------------------- | --------- | -------- | ---------------------------- | ----- | ----------------- |
| Nicolaaskerk                                                                               | Kerk en kerkonderdeel    | 13e eeuw mog. 18e eeuw (geveltoren, westgevel) 1953-'54 (rest.) |           | Buren 21 | 53° 2' 18" NB, 5° 24' 29" OL | 39423 | Meer afbeeldingen |
| Nynke Pleats                                                                               | Boerderij                | mog. 1650-1700 (voorhuis)                                       |           | Buren 25 | 53° 2' 18" NB, 5° 24' 32" OL | 39424 | Meer afbeeldingen |
| Grote kopromp-boerderij met puntgevel in de kop versierd met gevlochten friezen en boogjes | Boerderij                | mog. 1650-1700 (voorhuis)                                       |           | Buren 22 | 53° 2' 15" NB, 5° 24' 30" OL | 39425 | Meer afbeeldingen |

## Pingjum
De plaats Pingjum (Penjum) telt 2 inschrijvingen in het rijksmonumentenregister.
| Object                               | Oorspronkelijke functie? | Bouwjaar                                                                                   | Architect | Locatie        | Coördinaten?                 | Nr.?  | Afbeelding        |
| ------------------------------------ | ------------------------ | ------------------------------------------------------------------------------------------ | --------- | -------------- | ---------------------------- | ----- | ----------------- |
| Victoriuskerk (Hervormde kerk)       | Kerk en kerkonderdeel    | 12e of 13e eeuw (toren) 15e eeuw (verhoging toren) ca. 1500 (kerk) 1759 (vernieuwing kerk) |           | Grote Buren 8  | 53° 6' 56" NB, 5° 26' 24" OL | 39426 | Meer afbeeldingen |
| Doopsgezinde kerk (Menno's Formanje) | Kerk en kerkonderdeel    | ca. 1600                                                                                   |           | Grote Buren 28 | 53° 6' 57" NB, 5° 26' 20" OL | 39427 | Meer afbeeldingen |

## Poppingawier
De plaats Poppingawier (Poppenwier) telt 10 inschrijvingen in het rijksmonumentenregister. Zie de Lijst van rijksmonumenten in Poppingawier voor een overzicht.

## Rauwerd
De plaats Rauwerd (Raerd) telt 9 inschrijvingen in het rijksmonumentenregister. Zie de Lijst van rijksmonumenten in Rauwerd voor een overzicht.

## Rien
De plaats Rien telt 8 inschrijvingen in het rijksmonumentenregister. Zie Lijst van rijksmonumenten in Rien voor een overzicht.

## Sandfirden
De plaats Sandfirden (Sânfurd) telt 1 inschrijving in het rijksmonumentenregister.
| Object                               | Oorspronkelijke functie? | Bouwjaar | Architect | Locatie      | Coördinaten?                  | Nr.?  | Afbeelding        |
| ------------------------------------ | ------------------------ | --- | --------- | ------------ | ----------------------------- | ----- | ----------------- |
| Kerk van Sandfirden (Hervormde kerk) | Kerk en kerkonderdeel    | 1732 1813 (verb.) ca. 1869 (uitbr., beklamping zuidmuur) ca. 1985 (rest. westgevel) 1999 (rest. kerk en interieur) |           | Sandfirden 2 | 52° 59' 18" NB, 5° 31' 20" OL | 39812 | Meer afbeeldingen |

## Scharl
De plaats Scharl (Skarl) telt 1 inschrijving in het rijksmonumentenregister.
| Object                   | Oorspronkelijke functie? | Bouwjaar | Architect | Locatie | Coördinaten?                 | Nr.?  | Afbeelding        |
| ------------------------ | ------------------------ | -------- | --------- | ------- | ---------------------------- | ----- | ----------------- |
| Kerkhof met klokkenstoel | Vanwege onderdelen kerk  | 1898     |           | Skarl 9 | 52° 52' 3" NB, 5° 23' 28" OL | 21489 | Meer afbeeldingen |

## Scharnegoutum
De plaats Scharnegoutum (Skearnegoutum) telt 4 inschrijvingen in het rijksmonumentenregister.
| Object | Oorspronkelijke functie? | Bouwjaar                                  | Architect                                            | Locatie         | Coördinaten?                 | Nr.?   | Afbeelding |
| --- | ------------------------ | ----------------------------------------- | ---------------------------------------------------- | --------------- | ---------------------------- | ------ | --- |
| Martenskerk Hervormde kerk, toren en uurwerk                                                                                   | Kerk en kerkonderdeel    | 1861 (kerk) 1979 (rest.)                  | M. Molenaar                                          | Achterbuorren 2 | 53° 3' 37" NB, 5° 40' 45" OL | 39813  | Meer afbeeldingen |
| Woning met zesruitsvensters onder zadeldak tussen topgevels met ingang in de lange gevel                                       | Woonhuis                 | 1851                                      |                                                      | Legedyk 10      | 53° 3' 40" NB, 5° 40' 34" OL | 39814  | Woning met zesruitsvensters onder zadeldak tussen topgevels met ingang in de lange gevel                                       |
| Breed landhuis met omlijste ingang, achtruitvensters en rechte kroonlijst onder laag schilddak met hoekschoorstenen met borden | Woonhuis                 | ca. 1880                                  |                                                      | Zwettewei 66    | 53° 3' 23" NB, 5° 40' 41" OL | 39815  | Breed landhuis met omlijste ingang, achtruitvensters en rechte kroonlijst onder laag schilddak met hoekschoorstenen met borden |
| Hervormde kerk, orgel | Vanwege onderdelen kerk  | 1842 1861 (plaatsing, verb.) 1972 (rest.) | P.J. Radersma W. Hardorff (1861) J. Vermeulen (1972) | Achterbuorren 2 | 53° 3' 37" NB, 5° 40' 45" OL | 460741 | Meer afbeeldingen |

## Schettens
De plaats Schettens (Skettens) telt 2 inschrijvingen in het rijksmonumentenregister.
| Object                           | Oorspronkelijke functie? | Bouwjaar                                                                                                   | Architect                                                 | Locatie         | Coördinaten?               | Nr.?  | Afbeelding        |
| -------------------------------- | ------------------------ | --- | --------------------------------------------------------- | --------------- | -------------------------- | ----- | ----------------- |
| Scertinghe State                 | Boerderij                | 1857 (voorhuis)                                                                                            |                                                           | Van Osingaweg 1 | 53° 5' 1" NB, 5° 29' 1" OL | 39428 | Meer afbeeldingen |
| Protestantse kerk met grafzerken | Kerk en kerkonderdeel    | oorspr. vroege middeleeuwen 1554 (grafzerk) 1621 (grafzerk) 1693 (grafzerk) 1857 (herb. kerk) 1877 (toren) | B. Gerbrandtsz. (1554) P. Claesz. (1621) J. Douwes (1639) | Van Osingaweg 3 | 53° 5' 0" NB, 5° 29' 1" OL | 39429 | Meer afbeeldingen |

## Schraard
De plaats Schraard (Skraard) telt 2 inschrijvingen in het rijksmonumentenregister.
| Object                  | Oorspronkelijke functie? | Bouwjaar                                                                              | Architect | Locatie            | Coördinaten?                 | Nr.?   | Afbeelding              |
| ----------------------- | ------------------------ | ------------------------------------------------------------------------------------- | --------- | ------------------ | ---------------------------- | ------ | ----------------------- |
| Hervormde kerk          | Kerk en kerkonderdeel    | 12e eeuw (toren) 13e eeuw (kerk, verhoging toren) 17e/18e eeuw (vernieuwing torentop) |           | Schoolstraat 3     | 53° 4' 49" NB, 5° 26' 58" OL | 39430  | Meer afbeeldingen       |
| Hervormde kerk, kerkhof | Kerk en kerkonderdeel    | 18e eeuw (ringmuur) 19e eeuw (toegangshekken)                                         |           | bij Schoolstraat 3 | 53° 4' 49" NB, 5° 26' 58" OL | 526176 | Hervormde kerk, kerkhof |

## Sijbrandaburen
De plaats Sijbrandaburen (Sibrandabuorren) telt 2 inschrijvingen in het rijksmonumentenregister.
| Object                                                 | Oorspronkelijke functie? | Bouwjaar                       | Architect | Locatie         | Coördinaten?                 | Nr.?  | Afbeelding        |
| ------------------------------------------------------ | ------------------------ | ------------------------------ | --------- | --------------- | ---------------------------- | ----- | ----------------- |
| Sint Maartenskerk (Hervormde kerk) op verhoogd kerkhof | Kerk en kerkonderdeel    | 1872                           |           | It Lange Ein 44 | 53° 4' 5" NB, 5° 43' 15" OL  | 32318 | Meer afbeeldingen |
| Houten ophaalbrug                                      | Brug                     | 1865 1974 (rest.) 1999 (rest.) |           | bij Aesgewei 2  | 53° 3' 18" NB, 5° 49' 26" OL | 32319 | Meer afbeeldingen |

## Smallebrugge
De plaats Smallebrugge (Smelbrêge) telt 1 inschrijving in het rijksmonumentenregister.
| Object       | Oorspronkelijke functie? | Bouwjaar     | Architect | Locatie         | Coördinaten?                  | Nr.?  | Afbeelding   |
| ------------ | ------------------------ | ------------ | --------- | --------------- | ----------------------------- | ----- | ------------ |
| Klokkenstoel | Vanwege onderdelen kerk  | 1963 (herb.) |           | bij Smelbrêge 2 | 52° 57' 27" NB, 5° 38' 10" OL | 39816 | Klokkenstoel |

## Sneek
De stad Sneek (Snits) telt 106 inschrijvingen in het rijksmonumentenregister. Zie de Lijst van rijksmonumenten in Sneek voor een overzicht.

## Stavoren
De stad Stavoren (Starum) telt 8 inschrijvingen in het rijksmonumentenregister. Zie Lijst van rijksmonumenten in Stavoren voor een overzicht.

## Terzool
De plaats Terzool (Tersoal) telt 1 inschrijving in het rijksmonumentenregister.
| Object         | Oorspronkelijke functie? | Bouwjaar                                                     | Architect | Locatie          | Coördinaten?                 | Nr.?  | Afbeelding        |
| -------------- | ------------------------ | ------------------------------------------------------------ | --------- | ---------------- | ---------------------------- | ----- | ----------------- |
| Hervormde kerk | Kerk en kerkonderdeel    | 14e eeuw (toren) waarsch. 15e eeuw (kerk) 1838 (ommetseling) |           | Koumelkerspaed 1 | 53° 4' 28" NB, 5° 44' 10" OL | 32320 | Meer afbeeldingen |

## Tirns
De plaats Tirns (Turns) telt 1 inschrijving in het rijksmonumentenregister.
| Object                          | Oorspronkelijke functie? | Bouwjaar                          | Architect | Locatie         | Coördinaten?                 | Nr.?  | Afbeelding        |
| ------------------------------- | ------------------------ | --------------------------------- | --------- | --------------- | ---------------------------- | ----- | ----------------- |
| Kerk van Tirns (Hervormde kerk) | Kerk en kerkonderdeel    | 1699 1827 (geveltoren, westgevel) |           | Terpstrjitte 14 | 53° 3' 32" NB, 5° 37' 34" OL | 39817 | Meer afbeeldingen |

## Tjalhuizum
De plaats Tjalhuizum (Tsjalhuzum) telt 1 inschrijving in het rijksmonumentenregister.
| Object                   | Oorspronkelijke functie? | Bouwjaar                  | Architect | Locatie        | Coördinaten?                 | Nr.?  | Afbeelding        |
| ------------------------ | ------------------------ | ------------------------- | --------- | -------------- | ---------------------------- | ----- | ----------------- |
| Kerktoren van Tjalhuizum | Kerk en kerkonderdeel    | 1871 (herb.) 1992 (rest.) |           | Tsjerkegrêft 7 | 53° 2' 48" NB, 5° 36' 51" OL | 39818 | Meer afbeeldingen |

## Tjerkwerd
De plaats Tjerkwerd (Tsjerkwert) telt 3 inschrijvingen in het rijksmonumentenregister.
| Object                           | Oorspronkelijke functie?  | Bouwjaar                                                    | Architect     | Locatie             | Coördinaten?                | Nr.?   | Afbeelding        |
| -------------------------------- | ------------------------- | ----------------------------------------------------------- | ------------- | ------------------- | --------------------------- | ------ | ----------------- |
| Babuurstermolen                  | Industrie- en poldermolen | 1882                                                        |               | bij Baburen 9       | 53° 3' 0" NB, 5° 29' 57" OL | 39431  | Meer afbeeldingen |
| Sint-Petruskerk (Hervormde kerk) | Kerk en kerkonderdeel     | mog. 14e eeuw mog. 17e eeuw (verb.) 1888 (toren, westgevel) | J. van Reenen | Kerkstraat 8        | 53° 2' 33" NB, 5° 30' 8" OL | 39432  | Meer afbeeldingen |
| Windmotor Jousterp               | Industrie- en poldermolen | 1924 2000 (rest.)                                           |               | bij Jousterperweg 6 | 53° 1' 52" NB, 5° 29' 4" OL | 516532 | Meer afbeeldingen |

## Uitwellingerga
De plaats Uitwellingerga (Twellingea, Twellegea) telt 5 inschrijvingen in het rijksmonumentenregister.
| Object | Oorspronkelijke functie?  | Bouwjaar                                         | Architect | Locatie                        | Coördinaten?                 | Nr.?   | Afbeelding        |
| --- | ------------------------- | ------------------------------------------------ | --------- | ------------------------------ | ---------------------------- | ------ | ----------------- |
| Pand van gele steen met overkapte ingang en topgevel met vlechtingen in rode steen (vormt een geheel met nr. 43) | Woonhuis                  | 18e eeuw                                         |           | Buorren 41                     | 53° 0' 13" NB, 5° 42' 16" OL | 39819  | Meer afbeeldingen |
| Pand van gele steen met overkapte ingang en topgevel met vlechtingen in rode steen (vormt een geheel met nr. 41) | Woonhuis                  | 18e eeuw                                         |           | Buorren 43                     | 53° 0' 13" NB, 5° 42' 16" OL | 39820  | Meer afbeeldingen |
| Hervormde kerk en toren                                                                                          | Kerk en kerkonderdeel     | 1690 (fundering ouder) 1873 (herb. toren, verb.) |           | Buorren 59                     | 53° 0' 12" NB, 5° 42' 17" OL | 39821  | Meer afbeeldingen |
| Windmotor Uitwellingerga 1                                                                                       | Industrie- en poldermolen | 1929                                             |           | in de Geeuwpolder aan de Dolte | 53° 0' 26" NB, 5° 44' 2" OL  | 515180 | Meer afbeeldingen |
| Windmotor Uitwellingerga 2                                                                                       | Industrie- en poldermolen | ca. 1929                                         |           | in de Geeuwpolder aan de Dolte | 53° 0' 41" NB, 5° 44' 3" OL  | 515186 | Meer afbeeldingen |

## Waaxens
De plaats Waaxens (Waaksens) telt 1 inschrijving in het rijksmonumentenregister.
| Object                    | Oorspronkelijke functie? | Bouwjaar | Architect | Locatie   | Coördinaten?                 | Nr.?  | Afbeelding        |
| ------------------------- | ------------------------ | -------- | --------- | --------- | ---------------------------- | ----- | ----------------- |
| Hervormde kerk op kerkhof | Kerk en kerkonderdeel    | 13e eeuw |           | Buorren 9 | 53° 6' 44" NB, 5° 40' 27" OL | 21562 | Meer afbeeldingen |

## Warns
De plaats Warns telt 6 inschrijvingen in het rijksmonumentenregister.
| Object | Oorspronkelijke functie? | Bouwjaar              | Architect | Locatie        | Coördinaten?                  | Nr.?  | Afbeelding        |
| --- | ------------------------ | --------------------- | --------- | -------------- | ----------------------------- | ----- | ----------------- |
| Pand tegen topgevel van het Zuidwest-Friese type met geblokt fries onder zadeldak samen met nr. 20                                                           | Woonhuis                 |                       |           | Buorren 18     | 52° 52' 28" NB, 5° 24' 39" OL | 21490 | Meer afbeeldingen |
| Pand tegen topgevel van het Zuidwest-Friese type met geblokt fries onder zadeldak samen met nr. 18                                                           | Woonhuis                 |                       |           | Buorren 20     | 52° 52' 28" NB, 5° 24' 39" OL | 21491 | Meer afbeeldingen |
| Johannes de Doperkerk (Hervormde kerk) | Kerk en kerkonderdeel    | 1682                  |           | Buorren 37     | 52° 52' 25" NB, 5° 24' 41" OL | 21492 | Meer afbeeldingen |
| Hervormde kerk, toren | Kerk en kerkonderdeel    | 12e eeuw 1729 (spits) |           | bij Buorren 37 | 52° 52' 25" NB, 5° 24' 41" OL | 21493 | Meer afbeeldingen |
| Grote kop-rompboerderij met onderkelderd voorhuis met vensters met roeden                                                                                    | Boerderij                | eind 18e eeuw (verb.) |           | 't Noard 36    | 52° 52' 57" NB, 5° 24' 12" OL | 21494 | Meer afbeeldingen |
| Fors huis onder breed zadeldak tussen topgevels waarvan achterste gepleisterd en voorste met geblokte voetlijst aan topgevel met vlechtingen (schippershuis) | Woonhuis                 | 17e eeuw              |           | 't Noard 50-52 | 52° 52' 54" NB, 5° 24' 15" OL | 21497 | Meer afbeeldingen |

## Westhem
De plaats Westhem (Westhim) telt 1 inschrijving in het rijksmonumentenregister.
| Object                                    | Oorspronkelijke functie? | Bouwjaar                                                         | Architect | Locatie        | Coördinaten?               | Nr.?  | Afbeelding        |
| ----------------------------------------- | ------------------------ | ---------------------------------------------------------------- | --------- | -------------- | -------------------------- | ----- | ----------------- |
| Bartholomeüskerk. Hervormde kerk en toren | Kerk en kerkonderdeel    | 13e eeuw (toren) 1708 (kerk, fundering ouder) 1956 (rest. toren) |           | Feytebuorren 1 | 53° 1' 4" NB, 5° 33' 1" OL | 39822 | Meer afbeeldingen |

## Wieuwerd
De plaats Wieuwerd telt 3 inschrijvingen in het rijksmonumentenregister.
| Object                                                | Oorspronkelijke functie? | Bouwjaar                                                                           | Architect          | Locatie    | Coördinaten?                 | Nr.? | Afbeelding        |
| ----------------------------------------------------- | ------------------------ | ---------------------------------------------------------------------------------- | ------------------ | ---------- | ---------------------------- | ---- | ----------------- |
| Nicolaaskerk en kerkhof                               | Kerk en kerkonderdeel    | oorspr. ca. 1200 14e eeuw (vensters noordgevel) 1868-'70 (beklamping) 1888 (toren) | E. Kuikstra (1888) | Terp 1     | 53° 6' 36" NB, 5° 41' 22" OL | 8521 | Meer afbeeldingen |
| Hervormde kerk, hekwerk met toegangspoorten           | Erfscheiding             | late 19e eeuw                                                                      |                    | bij Terp 1 | 53° 6' 36" NB, 5° 41' 20" OL | 8522 | Meer afbeeldingen |
| Kop-hals-rompboerderij met niet-onderkelderd voorhuis | Boerderij                | 1803                                                                               |                    | Terp 8     | 53° 6' 34" NB, 5° 41' 26" OL | 8523 | Upload foto       |

## Witmarsum
De plaats Witmarsum (Wytmarsum) telt 8 inschrijvingen in het rijksmonumentenregister. Zie de Lijst van rijksmonumenten in Witmarsum voor een overzicht.

## Wolsum
De plaats Wolsum telt 1 inschrijving in het rijksmonumentenregister.
| Object                          | Oorspronkelijke functie? | Bouwjaar | Architect | Locatie        | Coördinaten?                 | Nr.?  | Afbeelding        |
| ------------------------------- | ------------------------ | -------- | --------- | -------------- | ---------------------------- | ----- | ----------------- |
| Pancratiuskerk (Hervormde kerk) | Kerk en kerkonderdeel    | ca. 1870 |           | Wolsumerwei 11 | 53° 2' 12" NB, 5° 32' 44" OL | 39823 | Meer afbeeldingen |

## Wommels
De plaats Wommels telt 11 inschrijvingen in het rijksmonumentenregister. Zie Lijst van rijksmonumenten in Wommels voor een overzicht.

## Wons
De plaats Wons (Wûns) telt 1 inschrijving in het rijksmonumentenregister.
| Object         | Oorspronkelijke functie? | Bouwjaar                                         | Architect                 | Locatie          | Coördinaten?                | Nr.?  | Afbeelding        |
| -------------- | ------------------------ | ------------------------------------------------ | ------------------------- | ---------------- | --------------------------- | ----- | ----------------- |
| Hervormde kerk | Kerk en kerkonderdeel    | 1728 (kerk) 1776 (klokkentoren) 1961-'62 (rest.) | P.L. de Vrieze (1961-'62) | Salverdastraat 4 | 53° 5' 4" NB, 5° 25' 24" OL | 39439 | Meer afbeeldingen |

## Workum
De stad Workum (Warkum) telt 88 inschrijvingen in het rijksmonumentenregister. Zie Lijst van rijksmonumenten in Workum voor een overzicht.

## Woudsend
De plaats Woudsend (Wâldsein) telt 25 inschrijvingen in het rijksmonumentenregister. Zie Lijst van rijksmonumenten in Woudsend voor een overzicht.

## Ypecolsga
De plaats Ypecolsga (Ypekolsgea) telt 3 inschrijvingen in het rijksmonumentenregister.
| Object                               | Oorspronkelijke functie? | Bouwjaar         | Architect | Locatie       | Coördinaten?                  | Nr.?  | Afbeelding        |
| ------------------------------------ | ------------------------ | ---------------- | --------- | ------------- | ----------------------------- | ----- | ----------------- |
| Klokkenstoel op kerkhof              | Vanwege onderdelen kerk  | 1956 (vernieuwd) |           | Ypecolsgea 13 | 52° 56' 3" NB, 5° 36' 27" OL  | 39847 | Meer afbeeldingen |
| Werklust (voorheen Arbeid en Moeite) | Boerderij                | 1783             |           | Ypecolsgea 15 | 52° 55' 57" NB, 5° 36' 20" OL | 39848 | Meer afbeeldingen |
| Stelphoeve                           | Boerderij                | 1853             |           | Ypecolsgea 16 | 52° 55' 50" NB, 5° 36' 8" OL  | 39849 | Upload foto       |

## Zurich
De plaats Zurich (Surch) telt 1 inschrijving in het rijksmonumentenregister.
| Object                    | Oorspronkelijke functie? | Bouwjaar                                    | Architect              | Locatie      | Coördinaten?                 | Nr.?   | Afbeelding        |
| ------------------------- | ------------------------ | ------------------------------------------- | ---------------------- | ------------ | ---------------------------- | ------ | ----------------- |
| Dorpskerk. Hervormde kerk | Kerk en kerkonderdeel    | 1864 1913 (rest., herb. toren) 1996 (rest.) | mog. L. Reitsma (1913) | Kerkstraat 6 | 53° 6' 43" NB, 5° 23' 38" OL | 516539 | Meer afbeeldingen |

Achtkarspelen ·
Ameland ·
Dantumadeel ·
De Friese Meren ·
Harlingen ·
Heerenveen ·
Leeuwarden ·
Noardeast-Fryslân ·
Ooststellingwerf ·
Opsterland ·
Schiermonnikoog ·
Smallingerland ·
Súdwest-Fryslân ·
Terschelling ·
Tietjerksteradeel ·
Vlieland ·
Waadhoeke ·
Weststellingwerf